# Isicathamiya
Isicathamiya (avec un c à prononcer comme un clic dental) est un style de chant a cappella, provenant des Zoulous d’Afrique du Sud.

## Origine
Le mot lui-même n'a pas une traduction littérale ; il est dérivé du verbe zoulou -cathama, qui signifie marcher doucement, ou piétiner soigneusement. L'isicathamiya diffère d'un autre style plus ancien a cappella zoulou, le mbube, signifiant « lion ». Le changement du nom marque une transition dans le style de musique : traditionnellement, la musique décrite comme Mbube est chantée de manière forte et puissante, alors que l'isicathamiya se concentre plus sur un mélange harmonieux des voix. Le nom se rapporte également aux mouvements précis et chorégraphiés sur les orteils du style de danse de ces chanteurs. 
Le groupe sud-africain Ladysmith Black Mambazo représente ce style. Les chœurs d'isicathamiya sont traditionnellement tous masculins. Ses racines remontent au début du XXe siècle, quand de nombreux hommes ont quitté leur campagne afin de chercher du travail dans les villes. Lorsque ces ruraux se sont urbanisés, ce style a été oublié durant une grande partie du XXe siècle. Techniquement, l'isicathamiya se caractérise aussi par le nombre de basses, allant de deux jusqu'à six basses pour Ladysmith Black Mambazo. 
Aujourd'hui, les concours d'isicathamiya à Johannesburg et Durban ont lieu la nuit du samedi, avec jusqu'à 30 chœurs concourant de 20h à 8h le matin suivant. 

## Reconnaissance mondiale
La percée occidentale pour ce style a été l’album Graceland de Paul Simon, où par exemple sur le titre Diamonds on the Soles of her Shoes, Paul Simon a été soutenu par les chants de Ladysmith Black Mambazo. Le groupe a depuis joui d’une grande popularité et reconnaissance, avec des chansons comme Homeless, Hello My Baby ou des titres de Bob Dylan comme Knockin' on Heaven's Door, ou l’hymne de la Coupe du monde de rugby à XV, et Mbube (une chanson composée en 1939 par l'ouvrier zoulou Solomon Linda - la chanson, avec ajout de paroles, est également connue comme le lion est mort ce soir) ; ce dernier ayant donné son nom, au genre Mbube signifiant lion en zoulou. Les membres de Ladysmith Black Mambazo se sont convertis au christianisme et rappellent fréquemment le rapport étroit entre l'isicathamiya et le Gospel dans des chansons comme Amazing Grace et divers cantiques zoulous. Ladysmith Black Mambazo est le premier groupe a cappella d'Afrique du Sud ayant une reconnaissance mondiale. La plupart des autres musiciens sud-africains célèbres jouent de la musique avec instruments ; cependant certains groupes comme les Mahotella Queens, qui chantent avec une guitare électrique du mbaqanga, chantent de temps en temps sans support instrumental.